# 佐藤友熊
佐藤 友熊（さとう ともくま；1866年1月10日—1923年9月1日），薩摩國給黎郡喜入鄉前之浜村人（今鹿兒島縣鹿兒島市喜入前之浜町），為日本明治至大正時代的檢察官、警察官僚。曾任關東都督府警視總長、札幌區長。夏目漱石是他的朋友。

## 生平
1883年的時候，赴東京參加考試時，與夏目漱石有所交流。曾經擔任過牛乳配送員、送報生以賺取學費。1884年9月，進入東京大學預備門預科就讀。1890年，從舊制第一高等學校英法科畢業。1894年7月，從東京帝国大学法科大學法律學科（英法）畢業。1894年7月31日，他加入了日本的行政官廳司法省，被任命為司法官試補、擔任姬路區裁判所詰、檢事代理等職。以後，歷任龍野區裁判所詰、判事、預備判事・高松區裁判所事務取扱、高松區裁判所檢事、津山區裁判所檢事、大阪地方裁判所檢事等職。1900年1月，轉任台灣總督府台南縣警部長。之後，又出任桃仔園廳長兼台湾土地調査局事務官、宜蘭廳長、兼臨時台湾土地調査局事務官、等職務。1903年9月16日，接替菊池末太郎，於台灣總督府擔任台北廳長，管轄今臺北市、新北市、宜蘭縣及基隆市等地的行政事務，一直擔任至1907年9月12日離任。1907年9月12日後，轉任關東都督府的事務官。以後，經歷民政部庶務課長。1908年1月11日，就任警視總長。1917年7月31日，廢官。又於1919年12月至1921年12月期間，就任北海道札幌區（現在的札幌市前身）的第五代區長，任內持續發展札幌的都市機能、電氣事業。之後，移居至千葉県安房郡北条町北条（現館山市）。
1923年9月1日發生的關東大地震，在其住家遇難身亡。